# Lucius Cornelius Cinna
Lucius Cornelius Cinna (kolem 130 př. n. l. – 84 př. n. l.) byl římský politik a čtyřnásobný konzul mezi lety 87 – 84 př. n. l. 
Cinna se vyznamenal během spojenecké války a byl zvolen konzulem pro rok 87 př. n. l. Téhož roku se spojil s Gaiem Mariem v konfliktu proti Sullovi a stal se Mariovým spolukonzulem i během následujícího roku. Společně převzali nadvládu nad Římem a násilím vymýtili Sullovy spojence. 
Krátce nato Marius zemřel a Cinna se stal jediným konzulem. Rozhodl se posílit svou pozici v Římě, zatímco Sulla ve východních provinciích bojoval proti Mithridatovi. Okolnosti ho však v roce 84  př. n. l. donutily jít do otevřené války proti Sullovi, ale k boji nikdy nedošlo, protože byl během vzpoury zabit svými vlastními vojáky.

## Vzestup k moci
O životě Cinny před konzulskou kandidaturou v roce 87 př .n. l. není mnoho známo. Jisté je, že již během spojenecké války zastával úřad praetora, je možné, že mohl být praetorem již dříve. Cinna byl zvolen jako spolukonsul Gnaea Octavia, ale historikové se neshodují na tom, kdo podpořil jeho kandidaturu a jaké byly jeho vlastní politické cíle, které zájmy obhajoval. Byl zvolen v době, kdy byl Sulla mezi nižšími vrstvami římské společnosti velmi neoblíbený, stejně jako i mezi italickými spojenci; Sulla totiž stál na straně senátu, který brzdil rozšíření římského občanství i na Italiky. Z těchto důvodů římští občané záměrně zvolili na shromážděních lidu kandidáty (nejspíše tribuny lidu), kteří nebyli Sullou podporováni. Sulla měl poněkud větší vliv nad volbou konzulů, které se odehrávaly na setninových shromážděních, přinejmenším do té míry, že si dokázal zajistit, aby nebyl zvolen jakýkoliv přívrženec jeho politického protivníka Gaia Maria.
Podle všeho podpořil Sulla Cinnu jako kompromisního kandidáta, ale podle dochované Plútarchovy anekdoty mu zcela nedůvěřoval. Tak či onak získal Cinna podporu, kterou potřeboval ke svému zvolení. Všichni historikové se shodují v tom, že Sulla se ve své podezřívavosti nemýlil. Cinnův kolega Gnaeus Octavius byl zvolen za podobných podmínek, ačkoliv jako kandidát optimátů se ze strany Sully těšil větší podpoře.

## První konzulát a exil
Jedno z prvních rozhodnutí Cinny jako konzula bylo nenechat se ovlivnit v následujících konzulských rozhodnutích svou přísahou Sullovi. Byl toho názoru, že jeho přísaha by mu neměla bránit v pomoci římskému lidu. Brzy poté se pokusil odstranit Sullu z Říma obviněním z trestné činnosti v počátcích Sullovy politické kariéry. Než aby čelil obvinění, odešel Sulla ke svému vojsku a odtáhl s ním na Východ bojovat proti Mithridatovi VI. v Bojótii. Úkol obhajovat jeho politiku v Římě ponechal na senátu a Octaviovi. Sám Cinna se k ní v některých případech přikláněl, což vytvářelo pochyby o jeho pravých záměrech a vedlo k obviňování, že byl k takovým rozhodnutím uplacen.
Nejdůležitější byly dva spory, první se týkal politických exulantů a druhá italických spojenců. Gaius Marius a jeho přívrženci, stejně jako mnozí z nejprominentnějších spojenců Publia Sulpicia Rufa byli sice během Sullova konzulátu posláni do vyhnanství, ale stále měli v Římě značnou podporu. Je zřejmé, že existovaly vazby mezi Cinnou a touto skupinou, ale není jasné, v jaké konkrétní době je začal Cinna podporovat veřejně. Záležitost Italiků, ve které se Cinna angažoval více, byl problém nových lidí; homo novus byl v Římě člověk bez vznešených předků nebo ten, kdo obdržel římské občanství teprve v nedávné době. Italikové získali příslib římského občanství výměnou za to, že ve spojenecké válce složí zbraně a uzavřou mír, jak to v Římě prosazoval tribun lidu Marcus Livius Drusus. Skutečně získali občanství, avšak v takové podobě, která je zbavovala jakékoli skutečné moci. Cinna byl ještě před svým zvolením obhájcem postupného zplnoprávnění italických spojenců, naopak  Octavius se snažil udržet status quo.  Tato spor rozpoutal jednu z největších pouličních šarvátek v římské historii mezi Octaviovými a Cinnovými přívrženci. Ačkoli Appiános tvrdí, že Cinna neměl žádnou podporu původních římských občanů, je to velice nepravděpodobné, jelikož žádný z jeho zákonů by se nemohl stát hrozbou bez alespoň nějaké podpory z jejich strany. Důvody, kvůli kterým jej tito původní občaně podporovali, jsou zcela neznámé.  Octavius využil pouličních šarvátek, jedněch z dosud největších na Foru Romanu, jako záminky k okamžitému vyhnání Cinny z Říma, zbavení jej funkce konzula a odebrání občanství. Tyto akty vedly u pozdějších historiků k obviňování Cinny z diktátorského chování. Sesazení Cinny z úřadu konzula bylo protiústavní (konzula mohl odvolat jen senát, a to i jen v případě jmenování diktátora) a svého druhu jediný případ v celé historii Římské republiky.

## Přípravy na válku
Po svém sesazení uprchl Cinna do Noly, kde začal shromažďovat vojsko složené ze svých italických spojenců. Jeho podpora Italiky byla zřejmě silná, soudě podle toho, jak ochotně se přidávali k jeho armádě. Podle souvěkých historiků měl Cinna podplatit i místní římské ozbrojené fsensíly loajální Appiu Claudiu Pulcherovi, praetorovi v roce 88 př. n. l. Od těchto události se stal vztah Cinny a skupiny Mariových populárů zřejmý, Cinna povolal Maria zpět do Itálie, aby spojili své síly. Oba  plánovali opět převzít vládu nad Římem. Gnaeus Octavius mezitím v Římě jmenoval jako náhradního konzula (consul suffectus) místo Cinny nejvyššího Jovova kněze (flamina dialis) Lucia Cornelia Merulu .
K Mariovi a Cinnovi se připojil i Quintus Sertorius spolu s dalšími vypovězenými, kteří pod příslibem svobody rekrutovali dokonce i otroky. Vojska Cinny a Maria, přičemž Mariovo vojsko bylo naverbováno již v Africe, kam se před Sullou uchýlil do vyhnanství, se daly na pochod římským venkovem ve snaze přerušit zásobování mezi Římem a sousedními městy, hlavně přístavem Ostií, které se Marius násilně zmocnil. Marius pokračoval dále na sever a Cinna na jih. Římská obrana byla svěřena pod velení Pompeia Strabona (otce pozdějšího římského vojevůdce Pompeia Velikého) a Octavia, kvůli Pompeiově váhavosti a vypuknuvší epidemii však zůstala velmi neefektivní.

## Tažení na Řím a jeho ovládnutí
Cinna a Marius přitáhli k Římu se čtyřmi vojsky, dvě z nich byla vedena Quintem Sertoriem a Gnaeem Papiriem Carbonem. První velká bitva tohoto konfliktu se odehrála na pahorku Janiculu, kde dosáhly Octaviovy ozbrojené oddíly vítězství, avšak za cenu značných ztrát, včetně Pompeia Strabona, což se projevilo na ochabnutí morálky vojska. Marius s Cinnou pokračovali v obléhání Říma. Nakonec po několika šarvátkách na hranicích města a v jeho okolí dal Cinna po vyjednávání slib, podle nehož záměrně nezapříčiní ničí smrt po návratu do Říma. Takto vstoupil Cinna ke konci roku 87 př. n. l. se svými vojsky do Říma a byl opět prohlášen konzulem poté, co Merula na tento úřad abdikoval. Marius naopak trval na tom, že vstoupí do Říma pouze tehdy, když senát oficiálně zruší prohlášení o jeho vyhnanství. Senát začal urychleně hlasovat, aby Mariovu požadavku vyhověl, ale dříve než hlasování skončilo, Marius odhodil přetvářku a vstoupil se svými vlastními silami, známými jako bardyiae do Říma. Tyto jednotky se skládaly z jeho otroků, kteří na Mariův rozkaz vraždili jeho odpůrce. Podle antických historiků utopil Marius město v krvi a nechal vraždit každého, kdo dříve projevil byť jen minimální podporu Sullovi, kdo byl příliš bohatý nebo koho považoval za svého osobního nepřítele. Sám Octavius byl prvním na dlouhém seznamu pronásledovaných, stejně jako další významní představitelé optimátů Quintus Lutatius Catulus, Publius Licinius Crassus Dives (otec pozdějšího triumvira Crassa) a jeden z jeho synů, Marcus Antonius Orator (prarodič Marca Antonia, dále následoval i Lucius Cornelius Merula, Lucius Julius Caesar i jeho bratr, Publius Cornelius Lentulus Sura, Gaius Atilius Serranus a mnozí další. Mladý Marcus Crassus se proto musel uchýlit do Hispánie a Quintus Cecilius Metelus Pius, věrný Sullův spojenec, do Afriky. Popisy vraždění se zdají být přehnané, protože se nenachází ani v pamětech Sully samotného, které Mariovi rozhodně nestranily. Pozdější zdroje se shodují, že se Cinna od masakrů distancoval a nařídil popravit jen Octavia a několik dalších senátorů, kteří představovali okamžitou politickou hrozbu.
Nakonec, když Cinna viděl přespříliš vražd, spolu s oddíly Sertoria, který později po Mariově a Sullově smrti ovládal Hispánii, přepadli a pozabíjeli spící  bardyiae, a tím ukončili období mariovského teroru. Marius a Cinna byli zvoleni na rok 86 př. n. l. za konzuly, Sulla byl naopak prohlášen za psance, jeho majetek zkonfiskován a jeho dům srovnán se zemí. Marius přikázal Cinnovi jmenovat mladého Julia Caesara místo Meruly do funkce flamina dialis a třináct dní po začátku svého sedmého konzulátu zemřel.

## Cinnova samovláda
Mariova smrt označuje začátek období známého jako Regnum Cinnanum nebo Dominatio Cinnae neboli Cinnovu samovládu, v němž Cinna – stejně jako Marius na konci 2. století př. n. l. – využil konzulátu, aby mohl zavést sérii reformních změn, které považoval za nezbytné pro přežití státu. V tomto smyslu byla jeho vláda revoluční autokracií (Sallustius jej dokonce nazval tyranem), která podle antických autorů, přerušila kontinuum mocenské legitimity. Podle Cicerona, jenž byl jedním z optimátů, přišla republika o všechny zákony a čest. Události této doby jsou nicméně ještě hůře dokumentovány než jiné části Cinnova života. Po Mariově smrti nastoupil jako consul suffectus Lucius Valerius Flaccus, jehož hlavním cílem bylo vyřešit finanční krizi vyvolanou občanskou válkou. Cinna vedl umírněnou politiku, pokoušel se dokonce o získání sympatií ze strany senátu nebo alespoň o to, aby nevznikly žádné další spory. Dodržoval nepsaná pravidla  římské politiky (mos maiorum) a nejednal jako radikální populár. Nepodporoval agrární zákony ani neměnil mechanismy lidových shromáždění, dokonce i zákony o rozdělování potravin (leges frumentariae) zůstaly nezměněny. Také se nijak nedotkl sporů o složení soudních tribunálů a jejich navrácení equitům. Nejvýznamnější událostí bylo schválení zákona Lex Valeria de aere alieno navrženého Flaccem, který měl stabilizovat finanční situaci, avšak  jeho výsledky nebyly valné.
V roce 85 př. n. l. se Cinna pokusil oživit návrh Publia Sulpicia Rufa, který upevňoval občanská práva italických spojenců. Ten se zřejmě příliš rychle neuplatňoval, protože census následujícího roku spočítal 463 000 občanů, což nepředstavovalo významnou změnu oproti letem 115 – 114 př. n. l., kdy se číslo pohybovalo kolem 394 000, rozdíl se chápe jako přírůstek Italiků. Velkou pozornost Cinna zaměřil na předpokládaném střetnutí se Sullou. Vedení války proti Mithridatovi si přisvojil Flaccus, což si Sulla vyložil jako ohrožení svojí pozice.

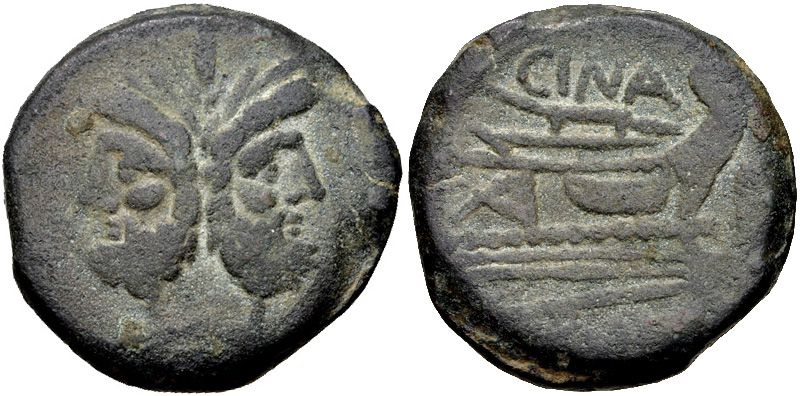
Mince z období Cinnova konzulátu.

 Flaccus nebyl vojáky příliš oblíben a mnoho z nich dezertovalo k Sullovi. Ti, co zůstali, učinili tak jen díky vlivu a popularitě jeho legáta Gaia Flavia Fimbrii. Pro Flacca samotného to ovšem žádnou výhodu nepředstavovalo, protože se proti němu následně Fimbria spikl, aby mohl převzít vedení války proti Mithridatovi sám. Fimbria poté  učinil nabídku příměří Mihridatovi, ve kterém by byl angažován i Sulla, ale Sulla a Mithridates již mezitím  uzavřeli vzájemnou dohodu výhodnou pro obě strany, což učinilo Fimbriův návrh Mihthridatovi zcela bezpředmětným. Po uzavření míru s Mithridatem začal Sulla vyjednávat s Fimbriou, čímž vyprovokoval další masovou dezerci jeho jednotek, načež Fimbria spáchal sebevraždu.
Po skončení války na Východě se Sulla vrátil do Itálie. Rozesílal Italikům dopisy, ve kterých mírnil jejich strach, že by jim mohlo být odebráno nedávno získané  římské občanství. Poslal dopis i senátu, ve kterém se vychloubal svým vítězstvím nad Mithridatem, a ujišťoval senátory, že všichni Cinnou vypovězení nepřátelé se k němu připojují, a že by senát měl potrestat ty občany, kteří se za jeho nepřítomnosti proti němu a senátu provinili. Cinna a jeho spolukonzul Gaius Papirus Carbo se v roce 85 př. n. l. připravovali na válku se Sullou. Konzulské volby na tento rok odložili a sami se opět prohlásili za zvolené konzuly, aby se nemuseli kvůli přípravám na válku vracet na volby do Říma. Je nepravděpodobné, že by tomuto neústavnímu činu někdo odporoval, protože Cinna měl v Římě se svými přivrženci dostatečný vliv, aby potlačil jakoukoliv opozici. Cinna v té době jednal jako monarcha, ale vystupoval jako ten, kdo jen plní vůli lidu.

## Smrt
Cinna netušil, že nikoli bitva v očekávané válce se Sullou, ale samotné přípravy ho budou stát život. Byl zavražděn během povstání vlastních vojáků roku 84 př. n. l. Jeho vojsko shromážděné v Anconě bylo pramálo motivované, protože občanská válka neskýtala žádné výhledy k drancování. Jeho nespokojenost ještě vzrostla, když dorazila zpráva, že část vojáků ztroskotala v bouři při transportu přes Jaderské moře, a ti, co ztroskotání přežili, se vrátili do svých domovů. Cinna svolal shromáždění vojáků a hodlal je donutit k poslušnosti. Jeden z jeho liktorů odstrčil vojáka, který stál Cinnovi v cestě na shromáždění, a když voják liktorovi úder oplatil, poručil Cinna vojáka uvěznit. Jiný voják, pobouřen, hodil po Cinnovi kámen a zasáhl ho. Nato začal na Cinnu házet kameny rozlícených dav a nakonec okolostojící vojáci Cinnu ubodali.
Plútarchos popsal důvod jeho smrti poněkud odlišně. Podle něj Cinnův vojenský tábor navštívil mladý Pompeius a uprchl z něj poté, co byl obviněn z jakýchsi pletich. Vojáci mylně předpokládali, že Pompeiovi pomohl k útěku Cinna, a proto ho zabili v odvetě za zklamání jejích důvěry. Každopádně Cinna nebyl zabit v souvislosti se svojí politikou, ale víceméně jen kvůli bezvýznamnému vzplanutí nenávisti ve svých jednotkách. Christoph Bulst uvedl, že Cinna byl zabit v absolutně nepolitické vzpouře, a zdůraznil, že nejsou určité doklady o Cinnově opozici, Cinna dokonce ani necítil potřebu kamkoliv cestovat s tělesnou stráží.

## Rodina
Cinna byl ženat a Annií, dcerou nám neznámého Annia. Spolu měli dvě dcery a jednoho syna. Starší dcera Cornelia Maior se provdala za Gnaea Domitia Ahenobarba, jednoho z Cinnových příznivců. Mladší dcera Cornelia Minor se kolem roku 84 př. n. l. vdala za Julia Caesara, kterému porodila dceru Julii. Zemřela v roce 69 př. n. l.
Cinnův syn stejného jména po Sullově návratu z Východu uprchl z Itálie pravděpodobně do Hispánie. Krátce se vrátil v roce 78 př. n. l. a připojil se ke vzpouře Marka Aemilia Lepida, ale po jejím potlačení opět uprchl do Hispánie. Ještě téhož roku se do Říma vrátil díky schválení zákona lex Plautia, který amnestoval všechny osoby vypovězené během občanské války mezi Sullou a Cinnou.